# لدلو، كولورادو

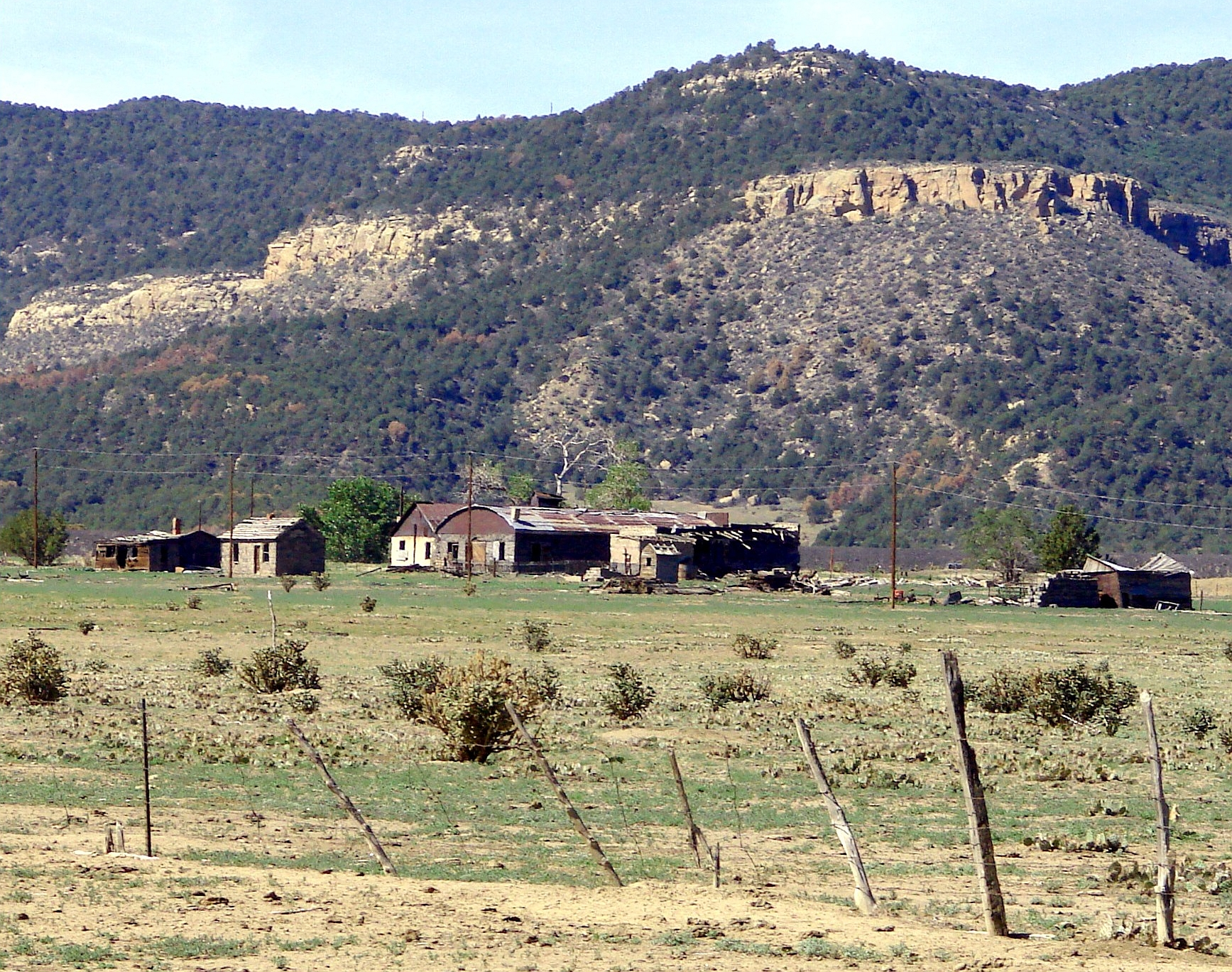
لدلو في 2013

لدلو (بالإنجليزية: Ludlow)‏ هي مدينة أشباح في مقاطعة لاس أنيماس، كولورادو، الولايات المتحدة.
كانت تشتهر بأنها موقع مذبحة لدلو في عام 1914. يقع موقع المدينة عند مدخل الوادي في سفوح جبال سانجر دي كريستو. وهي تقع على الجانب الغربي من الطريق السريع 25 على بعد حوالي 12 ميلاً (19 كم) إلى الشمال من مدينة ترينيداد. تشمل النقاط القريبة المثيرة للأهتمام نصب لدلو التذكاري، وهو نصب تذكاري لعمال مناجم الفحم وعائلاتهم الذين قتلوا في مذبحة عام 1914، وفحم الكوك هاستينغز، ونُصُب أنفجار منجم فيكتور أمريكان هاستينغز.
أخذ روبرت آدامز سلسلة من الصور الفوتوغرافية في لودلو في عام 1981.

## وصلات خارجية
- المعلومات والصور
- معلومات مدينة الأشباح
- خريطة لودلو

إحداثيات: 37°20′00″N 104°35′00″W / 37.33333°N 104.58333°W